# Eric Roth
Eric Roth (ur. 22 marca 1945 w Nowym Jorku) – amerykański scenarzysta filmowy. Laureat Oscara za najlepszy scenariusz adaptowany do filmu Forrest Gump. Ponadto pięciokrotnie nominowany do tej nagrody za filmy: Informator (1999), Monachium (2005), Ciekawy przypadek Benjamina Buttona (2008), Narodziny gwiazdy (2018) i Diuna (2021).

## Życiorys
Roth urodził się w Nowym Jorku jako syn Miriam „Mimi”, nauczycielki i scenarzystki słuchowisk radiowych oraz Leona Rotha, nauczyciela akademickiego i producenta filmowego. Eric otrzymał dyplom Master of Fine Arts z UCLA School of Theater, Film and Television przy Uniwersytecie Kalifornijskim w Santa Barbara.

## Filmografia
- 2024: Here
- 2023: Czas krwawego księżyca (Killers of the Flower Moon)
- 2021: Diuna (Dune)
- 2018: Narodziny gwiazdy (A Star Is Born)
- 2015: Ellis
- 2011: Strasznie głośno, niesamowicie blisko (Extremely Loud & Incredibly Close)
- 2008: Ciekawy przypadek Benjamina Buttona (The Curious Case of Benjamin Button)
- 2007: Lucky You – Pokerowy blef (Lucky You)
- 2006: Dobry agent (The Good Shepherd)
- 2005: Monachium (Munich)
- 2001: Ali
- 1999: Informator (The Insider)
- 1998: Zaklinacz koni (The Horse Whisperer)
- 1997: Wysłannik przyszłości (The Postman)
- 1994: Forrest Gump
- 1994: Dom Jane (Jane’s House)
- 1993: Mr. Jones
- 1988: Echa wspomnień (Memories of Me)
- 1987: Podejrzany (Suspect)
- 1981: Wilkołaki (Wolfen)
- 1979: Cebulowe pole (The Onion Field)
- 1979: Port lotniczy ’79 (The Concorde ... Airport '79)
- 1975: Zdradliwa toń (The Drowning Pool)
- 1974: The Nickel Ride
- 1972: Strangers in 7A
- 1970: To Catch a Pebble